# Nicolò Martinenghi
Nicolò Martinenghi (* 1. August 1999 in Varese) ist ein italienischer Brustschwimmer. Er wurde Olympiasieger der 100 m Brust 2024. Außerdem wurde er 2022 Weltmeister und Europameister über 100 m Brust.

## Werdegang

### Olympische Sommerspiele 2020
Bei den 2021 ausgetragenen Olympischen Spielen 2020 in Tokio gewann Martinenghi zwei Bronzemedaillen, eine über 100 Meter Brust und eine mit der 4-mal-100-Meter-Lagenstaffel. Er wurde damit der zweite Italiener, der eine Medaille im Brustschwimmen bei den Olympischen Spielen gewann. Mit der Mixed-Lagenstaffel verpasste er als Vierter einen dritten Medaillengewinn. 

### Weltmeisterschaften 2022
Bei den Weltmeisterschaften 2022 in Budapest gewann Martinenghi die Goldmedaille über 100 Meter Brust und 4 × 100 m Lagen und die Silbermedaille über 50 Meter Brust.

### Olympische Sommerspiele 2024
Bei den Olympischen Spielen 2024 in Paris gewann er die Goldmedaille über 100 Meter Brust.